# Huang Yong Ping
Huang Yong Ping (chinesisch 黄永砯, Pinyin Huáng Yǒngpīng; * 18. Februar 1954 in Xiamen in der Provinz Fujian; † 19. Oktober 2019 in Paris) war ein chinesischer Konzept- und Installationskünstler.

## Werdegang
Huang Yong Ping beschäftigte sich intensiv mit Joseph Beuys, John Cage und Marcel Duchamp. 1982 graduierte Huang Yong Ping am CAFA in Hangzhou. 1986 gründete er gemeinsam mit Cha Lixiong, Liu Yiling, Lin Chun und Jiao Yaoming die post-avantgardistische Künstlergruppe Xiamen Dada, die bis 1989 bestand. Ihr Motto: „Zen ist Dada, Dada ist Zen“

„Zu meiner Begeisterung hat sich die Jury des Wolfgang-Hahn-Preis Köln 2016 für Huang Yong Ping entschieden. Seine nunmehr drei Jahrzehnte währende Laufbahn begann in den 1980er Jahren in China. In den 1990er Jahren hat er sie in Europa und später weltweit fortgesetzt und ausgedehnt. Er durchquerte viele Länder und Kulturen, und auch sein Werk durchquerte eine fantastische Vielzahl von Gebieten und Zeiten. Sein Œuvre ist eine einzigartige Leistung, bekannt für seine oft ehrfurchtgebietenden Maße, seine erstaunliche Ikonografie und seine strenge Intellektualität. Es hat unseren Blick ebenso verändert wie unser Empfinden dafür, wie wir in Geschichte und Welt existieren. Er ist zugleich ein meisterlicher Bildhauer wie ein Künder unserer Zeit.“

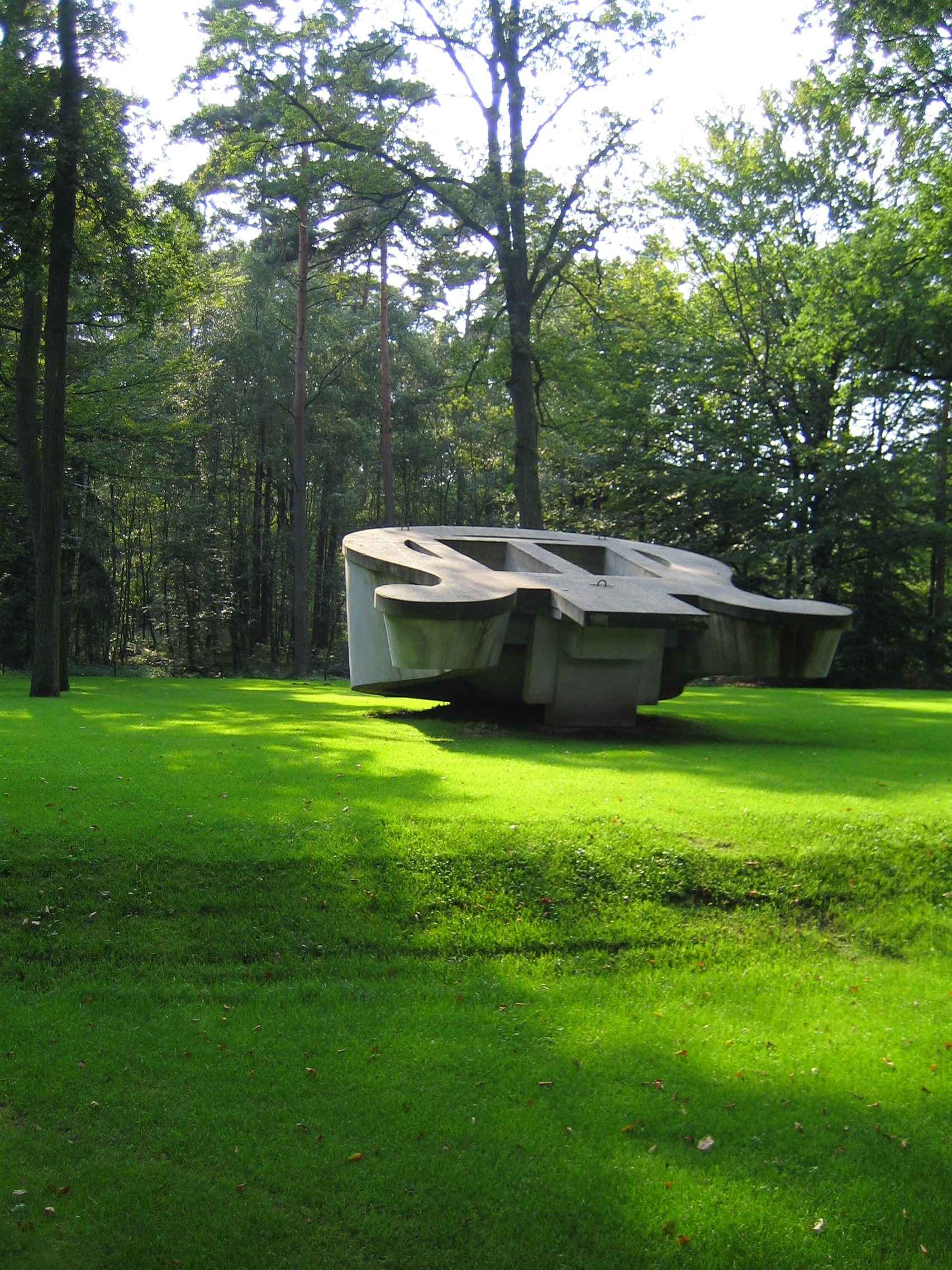
The overturned tomb, Kröller-Müller Museum
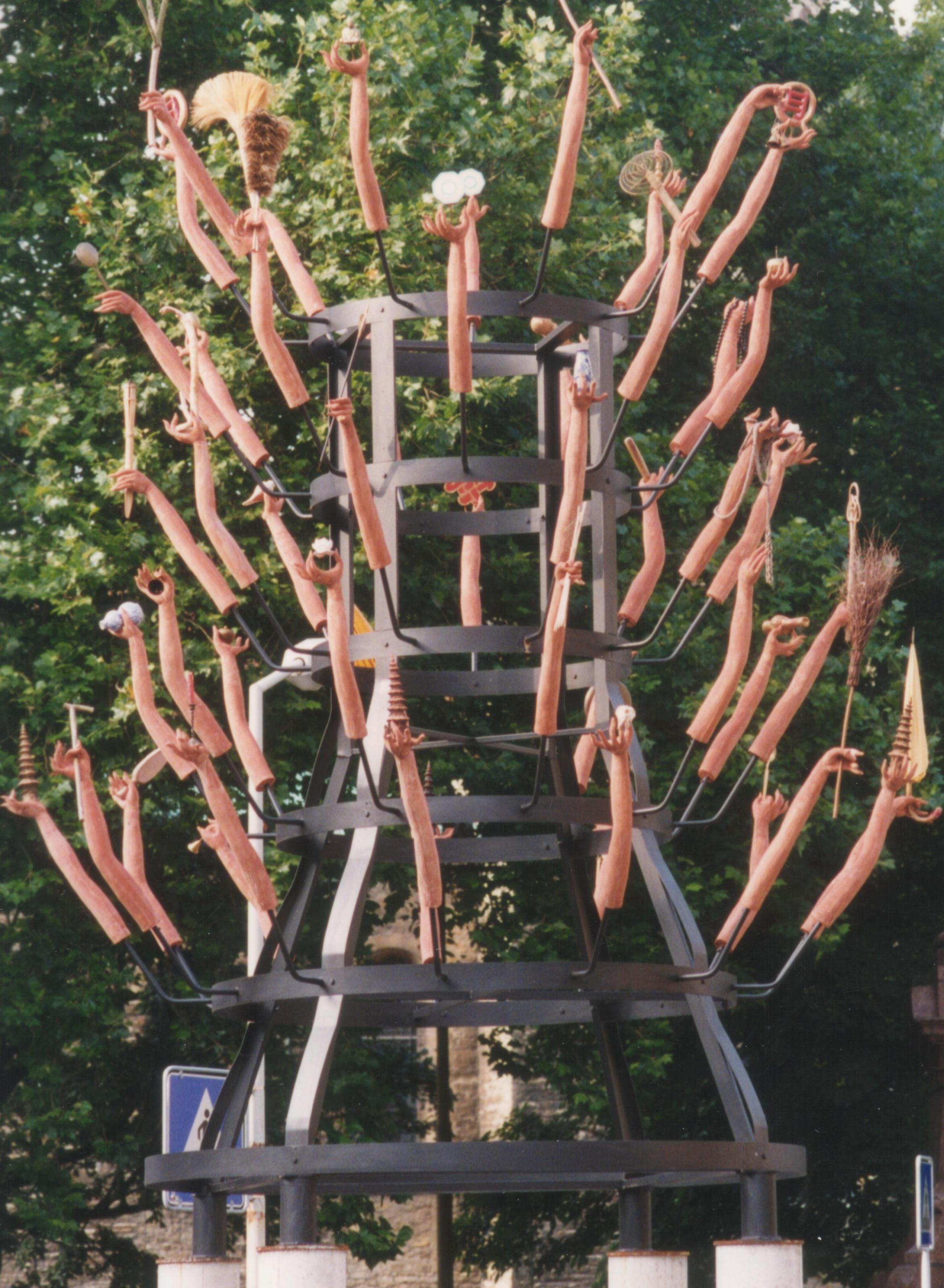
100 Arme der Guanyin, Münster 2007
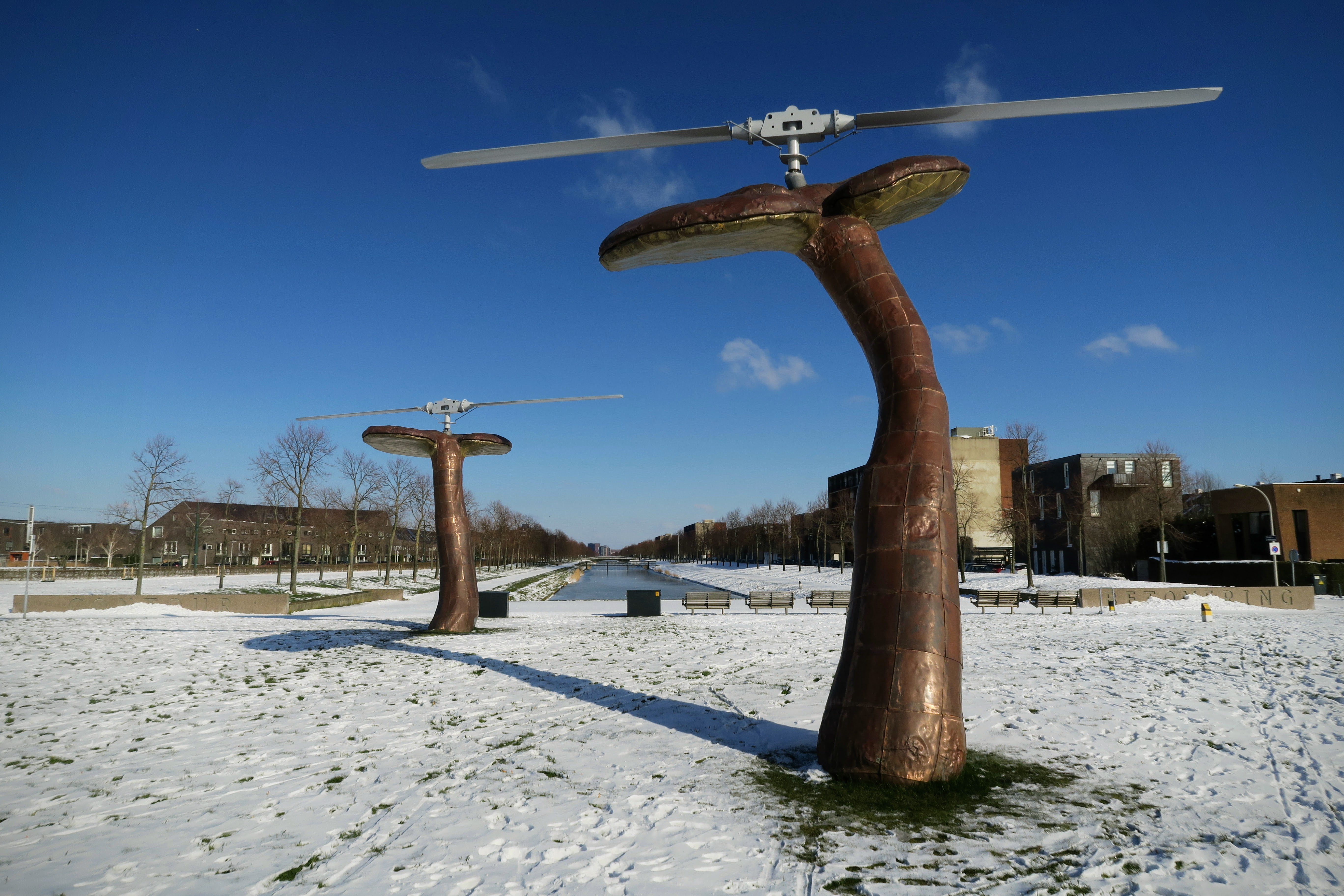
Helicopters, Den Haag

## Ausstellungen (Auswahl)
- 1989: Magiciens de la terre, Centre Georges-Pompidou, Paris, Kurator: Jean-Hubert Martin
- 1996: Manifesta 1, Rotterdam
- 1997: Skulptur.Projekte, Münster
- 1999: 48. Biennale di Venezia, Venedig
- 2009: 53. Biennale di Venezia, Venedig
- 2016: Monumenta, Grand Palais, Paris